# Усещане за сняг
„Усещане за сняг“ е германско-датско-шведски мистериозен трилър от 1997 г. на режисьора Били Огъст, с участието на Джулия Ормънд, Гейбриъл Бърн и Ричард Харис. Базиран е на романа „Госпожица Смила и нейното усещане за сняг“ от 1992 г. на датския писател Петер Хьог. Във филма се разказва за преселената в Дания гренландка – Смила Ясперсен, която проучва мистериозната смърт на малко ескимоско момче, което живее в нейния жилищен комплекс в Копенхаген.
Сцените във филма са заснети в Копенхаген, Кируна и западна Гренландия. Филмът участва в 47-ия филмов фестивал в Берлин, където режисьора Били Огъст е номиниран за „Златна мечка“.

## „Усещане за сняг“ в България
В България филмът е издаден на VHS от Мулти Видео Център през 1998 г. Екипът се състои от:
| Превод              | Боряна Иванова                                            |
| Озвучаващи артисти  | Таня Димитрова Даринка Митова Иван Джамбазов Борис Чернев |
| Тонрежисьор         | Борис Георгиев                                            |
| Режисьор на дублажа | Добромир Чочов                                            |